# واکنش تیول-ان
واکنش تیول-ان (همچنین با نام هیدروتیول‌دار کردن آلکن یا هیدروتیولاسیون آلکن نیز شناخته می‌شود) یک واکنش آلی بین یک تیول و یک آلکن برای تشکیل یک تیواتر است. این واکنش برای اولین بار در سال ۱۹۰۵ گزارش شد اما در اواخر دهه ۱۹۹۰ و اوایل دهه ۲۰۰۰ به دلیل انجام‌پذیری مناسب و طیف وسیعی از کاربردها، اهمیت زیادی پیدا کرد. این واکنش با توجه به بازده بالا، قدرت فضاگزینی بالا، سرعت بالا و نیروی محرک ترمودینامیکی، به عنوان واکنشی در کلیک شیمی پذیرفته می‌شود.
این واکنش منجر به افزایشِ ضد مارکونیکوفیِ یک ترکیب تیول به یک آلکن می‌شود. با توجه به فضاگزینی بالا و همچنین میزان تولید و بازدهی بالا، این واکنش سنتزی مفید می‌تواند زمینه‌ساز کاربردهای آینده در علوم مواد و زیست‌پزشکی باشد.

## همچنین ببینید
- کلیک شیمی
- واکنش افزایشی رادیکال آزاد